# Пршиялковский, Здзислав Винценты
Здзислав Винценты Пршиялковский (1892—1971) — польский генерал.

## Биография

### До 1939 года
В 1914 году стал польским легионером, с 1918 — в Войске Польском, в 1919 году получил чин капитана. Участвовал в обороне Львова, принимал участие в Советско-польской войне. Затем в 1923 году обучался на военных курсах в Варшаве, по окончании которых стал офицером Генерального Штаба страны. В 1928 году получил звание полковника. В 1937—1939 годах командовал 15-й пехотной дивизией, размещавшейся в городе Быдгощ. С 19 марта 1939 года — в звании бригадного генерала.

### Вторая Мировая война
В самом начале немецкого вторжения в Польшу, части, подчинённые Пржиялковскому оказались вовлечены в события в городе Быдгощ, которые немецкая пропаганда сразу же стала называть «кровавым воскресеньем». Суть событий состояла в том, что немецкие диверсанты устраивали нападения на польских солдат в городе, в ответ на что солдаты подозрительных лиц задерживали и иногда расстреливали на месте, а польское население в отместку за диверсионную активность атаковало фольксдойче (польских немцев) и расправлялось с ними в рамках погромов. В современной польской историографии отношение к этим событиям сложное.
Пршиялковский командовал операционной группой и участвовал в сражении с немцами на реке Бзуре, затем в обороне Варшавы. После капитуляции попал в немецкий плен, содержался в Офлаге VII A.

### Послевоенные годы
Эмигрировал в Швецию. Скончался в Стокгольме в 1971 году.

## Награды
- Серебряный крест ордена Virtuti Militari (1921)[2]
- Крест Независимости
- Офицерский крест ордена Возрождения Польши (1929)[3]
- Крест Храбрых — (семикратно, с 1921)[4]
- Золотой Крест Заслуги (1937)[5]
- Офицерский знак «Parasol»